# Ількінеєво
Ількіне́єво (рос. Илькинеево, башк. Илкәнәй) — присілок у складі Куюргазинського району Башкортостану, Росія. Адміністративний центр Ількінеєвської сільської ради.
Населення — 327 осіб (2010; 290 в 2002).
Національний склад:
- башкири — 96%